# 天宙和平統一家庭党
天宙和平統一家庭党（台湾中国語:天宙和平統一家庭黨，拼音:Tiānzhòu hépíng tǒngyī jiātíng dǎng）、又は家庭党（台湾中国語:家庭黨，拼音:Jiātíng dǎng）は、統一教会（世界平和統一家庭連合）により結党された中華民国（台湾）の極右政党である。
社会保守主義および反世俗主義、神主義（Godism）を標榜し、同性婚に反対する。台湾における「天一国」の建立を目指す。台湾における反同性婚団体である台湾宗教団体愛護家庭大連盟（護家盟）と行動を共にしている。

## 歴史
2014年7月20日、台湾の統一教会前代表であった張全鋒（既に死去）により設立された。2014年中華民国統一地方選挙に参入すべく、台北市万華区華江里と北投区文林里に一名ずつ立候補させたが、当選することはなかった。
2018年、劉春美が台東市豊栄里里長選挙（日本における村議会選挙に相当）に立候補し、2678票を得て当選した。唯一の当選者だったが、当人も2022年に落選している。

## 反同性婚
反同性婚を主張するため、党首の張全鋒は護家盟のスポークスマンとなっていた。副党首（当時）の許惠珍も、2014年の公聴会で「家庭は中国儒教的倫理観の核心だが、同性婚合法化が政治的に取り上げられるのは、シェンダーフリーを鼓舞するものである」と述べた。
2016年も「性器説」を根拠に「男性器は女性と生殖のために、女性器もまた男性と生殖のために存在する。生殖器は自己の所有物ではない。」と主張した。時代力量の黃国昌に「私の臓器が自分自身の所有物ではないことを、私はいま知ったばかりだ」と皮肉られた。

## 參考資料
1. 1 2 3 4 5 6 7 8 9 10 11  “創黨理念” (中国語). 天宙和平統一家庭黨. (2015年1月1日).  オリジナルの2018年8月26日時点におけるアーカイブ。 2017年4月20日閲覧。
2. 1 2 3 4 5  “家庭黨：台灣是中國文化堡壘 應反同性婚”. 2019年4月22日時点のオリジナルよりアーカイブ。2017年4月20日閲覧。
3. ↑  中國新聞網 (2015年12月14日). “中国台湾致公党新任主席陈柏光：以天下为公，确保两岸和平”. 中新網 2015年12月13日閲覧。
4. ↑  “反伴侶盟多元成家 宗教人士組聯盟”. 新浪新聞中心.  オリジナルの2017年12月28日時点におけるアーカイブ。 2017年4月20日閲覧。
5. ↑  “反婚姻平權 護家盟：同婚將鼓勵性解放 - 政治 - 自由時報電子報”.  オリジナルの2018年11月27日時点におけるアーカイブ。 2017年4月20日閲覧。
6. ↑  “「性器說」以後 許惠珍跳針：下一張 網友：下一位 - 生活 - 自由時報電子報”.  オリジナルの2018年12月14日時点におけるアーカイブ。 2017年4月20日閲覧。
7. ↑  “反同教會人士：男人的性器官是為女人而生，女人的性器官是為男人而生-風傳媒” (中国語).  オリジナルの2020年9月19日時点におけるアーカイブ。 2017年4月20日閲覧。